# Els Prats (Sant Martí de Canals)
Els Prats és una zona de camps de conreu del Pallars Jussà situat en el terme municipal de Conca de Dalt, a l'antic terme de Claverol, en terres del poble de Sant Martí de Canals.
Estan situats al nord-est de Sant Martí de Canals, bastant a prop. És a l'esquerra del barranc de Sant Martí i al nord de les Ortiguetes i a ponent de les Boïgues, al sud-est de Serradill i al nord-est de les Omets.